# Hugh Hare (MP)
Hugh Hare (1542–1620) foi um político inglês no século XVI.
Hare nasceu em Totteridge e era advogado no Inner Temple. Ele foi MP por Haslemere de 1588 a 1589.